# 忍者列車

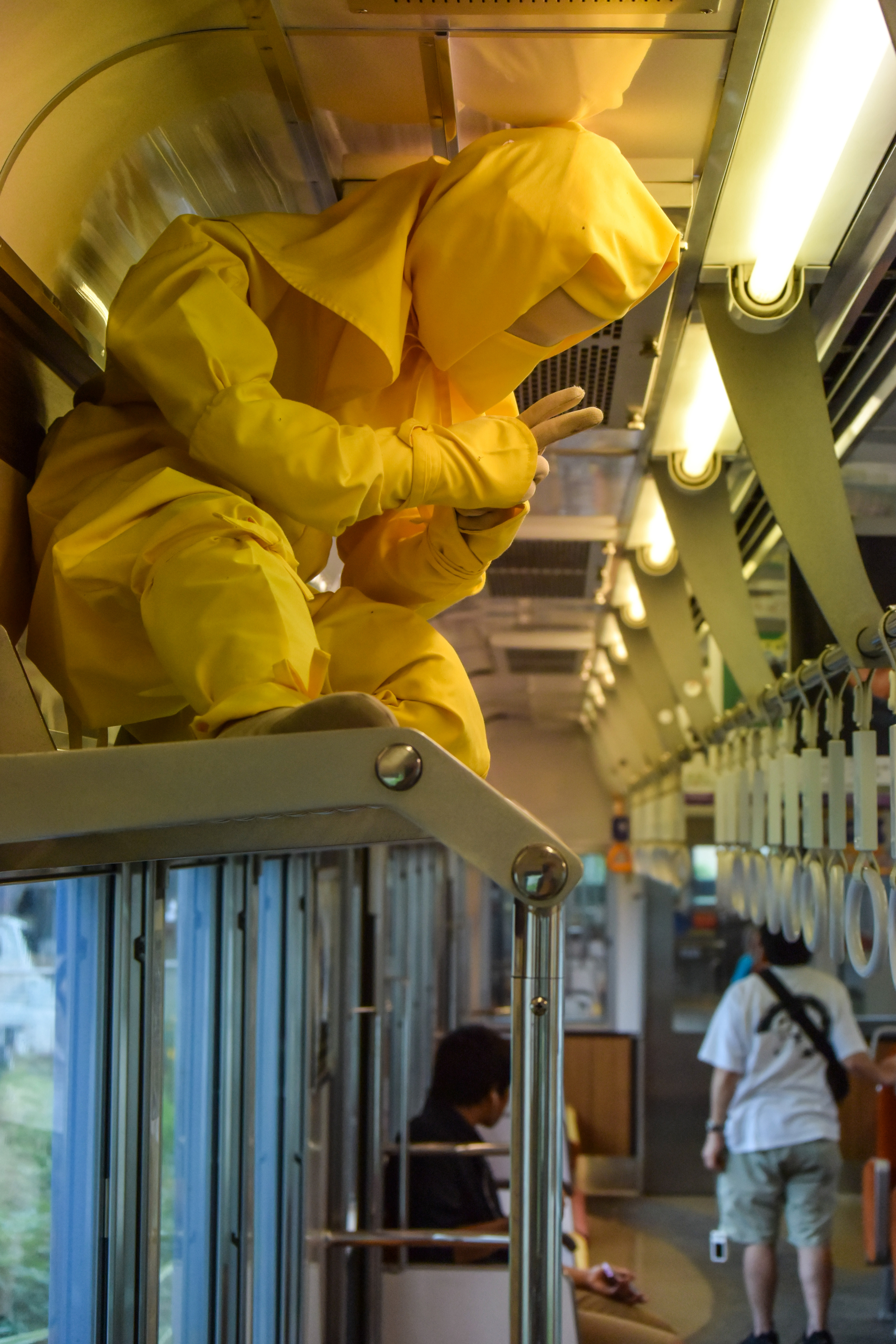
忍者列車の網棚に設置された忍者のマネキン人形

忍者列車（にんじゃれっしゃ）とは、伊賀鉄道伊賀線で運行されているラッピング列車の愛称。忍者電車とも呼ばれる。

## 概要
戦国時代、伊賀国（現在の三重県伊賀地方）は忍術の流派である伊賀流が栄えた。伊賀忍者はその伊賀国を拠点として、戦場やその後方で活躍した。現在でも、伊賀線の沿線には上野城や伊賀流忍者博物館など忍者に関する観光地がある。
そこで、1997年（平成9年）10月、ゆめぽりす伊賀の街開きを記念して、近畿日本鉄道（近鉄）が860系2両編成 (861編成) を漫画家の松本零士がデザインした忍者塗装（青色）に変更した。その後、ピンク色（くノ一）の866編成が追加され、861編成は緑色に変更された。
2007年（平成19年）に伊賀線が近鉄から伊賀鉄道に移管した後、860系は製造が1961年・1962年製（台車は1957年製）と老朽化が進んでいることから、新しい車両への更新が決定した。東京急行電鉄（東急）から1000系を購入した200系の第1編成に青色の忍者列車ラッピングを施して、2009年（平成21年）12月24日より運行を開始している。また201号の運転台側乗務員用出入口のドア横に松本零士の直筆サインが書かれている。。200系はステンレス鋼製であるため、フィルムによるラッピングとなった。
カーテンには手裏剣柄のデザインが施されており、網棚には忍者のマネキン人形が設置されている。
2016年（平成28年）、緑色の忍者列車の内部が三重県産の木材を使用して改装された。これは伊賀線開業100年の記念事業として行われたものであり、総額2,400万円が改装に費やされた。そのうちの1,800万円には「みえ森と緑の県民税」が活用された。カエデやヒノキなど、合計5種類の木材が車内の壁や吊り輪などに使われており、一部の吊り輪は手裏剣の形状に加工されている。木材を使うことが難しいドアや床には木目調のシートが貼られている。12月11日に運行が開始された。

## 車両形式
- 860系（1997年 - 2011年）
  - 861編成（青色→緑色）
  - 866編成（ピンク色）
- 200系（2009年 - ）
  - 201編成（青色）
  - 202編成（ピンク色）[5]
  - 205編成（緑色）

### 松本デザインの他社車両
- 大阪府都市開発5000系電車
- 北海道ちほく高原鉄道CR75形気動車
- 上信電鉄500形電車
- 西武3000系電車
- 北九州高速鉄道1000形電車
- 肥薩おれんじ鉄道HSOR-100形気動車 - 2010年7月7日運用開始

上記のうち、大阪府都市開発5000系以外は松本の作品『銀河鉄道999』をモチーフにしたものである。

### その他
- 痛車でいこう!! - 本項目に関連した痛車が登場している。
- 草津線・信楽線 - 忍びの里である伊賀市や滋賀県甲賀市などを通っており、忍者ラッピング列車の「SHINOBI-TRAIN」が運行されている。
- 忍者ハットリくん列車 - 富山県高岡市近郊にある、西日本旅客鉄道（JR西日本）の氷見線及び城端線で運行される、国鉄キハ40系気動車 (2代)の一部車両にペイントされている車両。
- 忍者ライナー - 大阪市と伊賀市を結ぶ高速バス。